# Shin’ya Yoshihara
Shin’ya Yoshihara (japanisch 吉原 慎也 Yoshihara Shin’ya; * 19. April 1978 in der Präfektur Ibaraki) ist ein ehemaliger japanischer Fußballspieler.

## Karriere
Yoshihara erlernte das Fußballspielen in der Schulmannschaft der Hitachi Technical High School. Seinen ersten Vertrag unterschrieb er 1997 bei den Yokohama Marinos (heute: Yokohama F. Marinos). Der Verein spielte in der höchsten Liga des Landes, der J1 League. 1999 wurde er an den Zweitligisten Albirex Niigata ausgeliehen. Für den Verein absolvierte er 44 Spiele. 2001 kehrte er zu Yokohama F. Marinos zurück. Im August 2001 wechselte er zum Zweitligisten Kawasaki Frontale. 2004 wurde er mit dem Verein Meister der J2 League und stieg in die J1 League auf. Für den Verein absolvierte er 106 Spiele. 2007 wurde er an den Zweitligisten Tokyo Verdy ausgeliehen. Für den Verein absolvierte er 13 Spiele. 2008 kehrte er zu Kawasaki Frontale zurück. Danach spielte er bei den Júbilo Iwata (2009) und Kashiwa Reysol (2010). Im Juli 2010 beendete er seine Karriere als Fußballspieler.

## Erfolge
Yokohama F. Marinos
- J.League Cup

Sieger: 2001
Kawasaki Frontale
- J1 League

Vizemeister: 2006, 2008